# 堤岸田鼠
堤岸田鼠，又名河堤田鼠，是一種細小的田鼠。毛皮呈赤褐色，有些灰斑，尾巴與身體一樣長。牠們棲息在林地，長約10厘米。牠們分佈在西歐及亞洲北部。牠們原產於愛爾蘭以外的英國，但也已入侵到愛爾蘭中。
堤岸田鼠棲息在林地、灌木籬牆及其他茂密叢林中。牠們的壽命可達18個月。牠們是雜食性的，主要吃昆蟲、葉子及果實，如覆盆子及榛屬堅果。牠們隨時可以攀上灌木或樹上。
堤岸田鼠的巢穴是在地底下，會以苔蘚、羽毛及植物遮蔽。牠們會在穴內儲存食物。

## 外部連結
- ARKive